# Понсе Санхинес, Карлос
Карлос Понсе Санхинес (исп. Carlos Ponce Sanginés; 6 мая 1925, Ла-Пас, Боливия – 18 марта 2005, там же) — боливийский археолог и реставратор, посвятивший значительную часть своей жизни изучению Тиуанако.

## Биография
Понсе Санхинес родился в городе Ла-Пас в мае 1925 года и окончил программу по археологии в Высшем университете Сан-Андрес в этом городе, прежде чем специализироваться в Университете Кордовы, Аргентина.
Политически он был активистом левонациналистического популистского Националистического революционного движения (НРД) и периодически получал назначения, когда эта партия приходила к власти. Так, сразу после победы Боливийской национальной революции в 1952 году он стал «официальным мэром» Ла-Паса и возглавил Боливийский индихенистский институт, вскоре инициировав первый тематический круглый стол в 1953 году. В 1955 году он был отправлен с дипломатической миссией в Мексику.
В 1958 году он основал «Центр археологических исследований в Тиуанако» в Боливии, став одним из первых боливийцев, изучавших этот археологический объект.
Он сыграл решающую роль в создании Национального музея археологии 31 января 1960 года, который до этого имел статус многопрофильного музея. Его куратором был архитектор Грегорио Кордеро Миранда.
В 1963—1964 годах Понсе Санхинес занимал пост министра по делам крестьянства, закрепляя аграрную реформу и открывая сельские школы. В том же 1964 году он вместе со своей первой женой, учёной-антропологом Хулией Эленой Фортун обнаружил одну из наиболее хорошо сохранившихся стел этой культуры в Тиуанако, которая позже была названа в его честь «Монолитом Понсе».
Он восстановил храм Каласасайя и начал раскопки на месте пирамиды Акапана.
В 1975 году он основал Национальный институт археологии Боливии.
Он добился объявления руин Исканвая национальным памятником Боливии.
В 1985—1992 годах он был постоянным секретарём национального исполнительного комитета НРД.
За свою жизнь он опубликовал более 50 книг.

## Награды и почести
Незадолго до своей смерти в 2005 году он был удостоен премии «Кондор Анд». Он также получил Национальную премию культуры (1977), премию Pergamino al Mérito от муниципалитета Тиауанако (1989), награду «Золотая пума» (Puma de Oro, 1986), Орден Золотой медали (1978), медаль Любимого сына Самайпаты (1974) и медаль Педро Доминго Мурильо (1971).

## Известные публикации
- «Керамика Тиуанако» (1948).
- «Боливийская археология» (1957).
- «Керамика Мольо и скульптура из камня Чирипа» (1963).
- «Краткое описание полуподземного храма Тиуанако» (1964).
- «Тунупа и Экако» (1969).
- «Каталогизация археологического наследия Боливии» (1974).
- «Тиуанако: пространство, время и культура» (1976).
- «Тиуанако: 200 лет археологических исследований» (1999).